# Joseph Wesley Flavelle
Joseph Wesley Flavelle (Peterborough, Ontario 15 de fevereiro de  1858 – Palm Beach, 7 de março de 1939) foi um empresário canadense.

## Biografia
Joseph Wesley Flavelle casou-se com Clara Ellsworth em 1882. Fez fortuna como presidente da "William Davies Company", a maior empresa de embalagens de carne de porco do Império Britânico. Posteriormente, tornou-se proeminente nas finanças e no comercio como presidente do "Canadian Imperial Bank of Commerce",  "National Trust" e lojas de departamento Simpson's. Foi presidente da "Imperial Munitions Board" durante a Primeira Guerra Mundial e, por reorganizar a indústria canadense, recebeu o título de baronete em 1917, sendo este  o último título hereditário concedido a um residente canadense.
Flavelle assegurou a dotação de uma medalha em 1924 -   medalha Flavelle -  que seria entregue anualmente pela Sociedade Real do Canadá ao pesquisador com contribuições notórias no ramo da biologia.